# Inszari járás
Az Inszari járás (oroszul Инсарский район, erza nyelven Инесаро буе, moksa nyelven Инзаронь аймак) Oroszország egyik járása Mordvinföldön. Székhelye Inszar.

## Népesség
- 1989-ben 29 638 lakosa volt.
- 2002-ben 15 909 lakosa volt, akik főleg oroszok, moksák és tatárok.
- 2010-ben 14 098 lakosa volt, melyből 8 674 orosz, 5 015 mordvin, 275 tatár.